# Matthias Schwengler

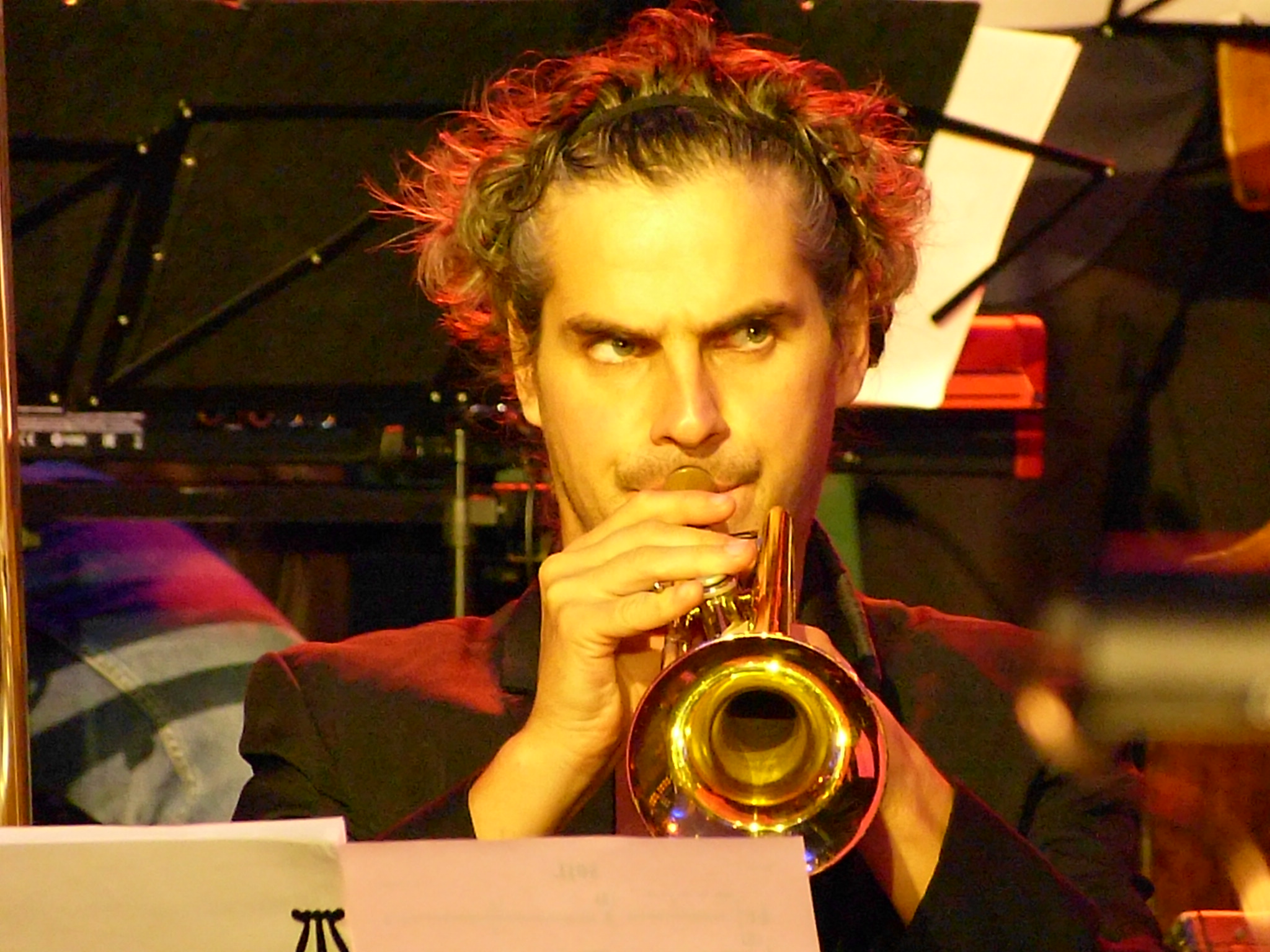
Matthias Schwengler (2020)

Matthias Schwengler (* 31. Oktober 1986) ist ein deutscher Jazzmusiker (Trompete, Flügelhorn, Komposition).

## Leben und Wirken
Schwengler studierte Jazz-Trompete an der Hochschule für Musik und Tanz Köln, dem Conservatorium van Amsterdam und dem Institut für Musik der Hochschule Osnabrück, um dann seinen Master an der Folkwang Universität der Künste zu absolvieren. 2009 bis 2011 war er Mitglied im Bundesjazzorchester, mit dem unter Leitung von Marko Lackner das Album Originals entstand.
Schwengler gründete 2015 sein eigenes Trio Soulcrane, zu dem Reza Askari und Philipp Brämswig gehören; daneben leitet er das Matthias Schwengler Sextett. Soulcrane wird gelegentlich erweitert, etwa um Streicher (Album Soulcrane & Strings) oder um den Akkordeonisten Laurent Derache.  Weiterhin gehört er zum Subway Jazz Orchestra und zum Bamesreiter Schwartz Orchestra und ist auf deren Alben zu hören. Außerdem arbeitete er in der WDR Big Band, dem East West European Jazz Orchestra oder dem Concertgebouw Jazz Orchestra. Er trat auch mit Musikern wie Tom Harrell, Jeff Hamilton, Don Menza, Jerry Bergonzi und Peter Herbolzheimer auf. Zudem ist er regelmäßig mit Salsa-, Funk-, Soul- und Pop-Bands zu hören. Auch war er an Einspielungen von Neuzeit (Carmina Variations), der Pascal Klewer Bigband und dem Benedikt Koch Quintet beteiligt. 2024 war er Mitglied der Studioband Klinke Supreme in der auf ProSieben ausgestrahlten Sendung TV Total.

## Diskographische Hinweise
- Bamesreiter Schwartz Orchestra: Metamorphosis (Okeh Records 2017)
- Matthias Schwengler Trio: Soulcrane (2017)
- Tobias Wember/Subway Jazz Orchestra: Richbeck Suite (Float Music, 2018)
- Matthias Schwengler Soulcrane featuring Matthew Halpin: Another Step We Take (Mons Records 2020, mit Philipp Brämswig, Reza Askari)
- Soulcrane & Strings (Mons 2022)[2]